# Skowierzyn
Skowierzyn – wieś w Polsce położona w województwie podkarpackim, w powiecie stalowowolskim, w gminie Zaleszany.
| SIMC    | Nazwa            | Rodzaj     |
| ------- | ---------------- | ---------- |
| 0811098 | Nowa Wieś        | część wsi  |
| 0811187 | Pasternik        | przysiółek |
| 0811106 | Piasek           | część wsi  |
| 0811112 | Pod Gorzelnią    | część wsi  |
| 0811129 | Podsadzie        | część wsi  |
| 0811135 | Sanik            | część wsi  |
| 0811141 | Stara Wieś       | część wsi  |
| 0811158 | Tarnowiec        | część wsi  |
| 0811164 | Wólka Skowierska | część wsi  |
| 0811170 | Zadole           | część wsi  |

W latach 1975–1998 miejscowość administracyjnie należała do województwa tarnobrzeskiego.